# عادل خميس
عادل خميس، لاعب كرة قدم قطري سابق.
و قد لعب سابقا مع نادي الغرافة القطري، ولعب مع نادي القادسية الكويتي.
و قد لعب مع منتخب قطر لكرة القدم.

## كأس الخليج

### كأس الخليج1986
و قد سجل هدف في مرمى منتخب عمان لكرة القدم، وقد سجل هدف في مرمى منتخب العراق لكرة القدم، وقد سجل هدف في مرمى منتخب الكويت لكرة القدم، وقد سجل هدفين في مرمى منتخب الإمارات لكرة القدم.

### كأس الخليج 1990
و قد سجل هدف في مرمى منتخب عمان لكرة القدم.

### كأس الخليج 1992
و قد سجل هدف في مرمى منتخب الكويت لكرة القدم.

### كأس الخليج 1994
و قد سجل هدف في مرمى منتخب عمان لكرة القدم.

### كأس الخليج 1998
و قد سجل هدف في مرمى منتخب عمان لكرة القدم.

## روابط خارجية
- عادل خميس على موقع الاتحاد الدولي (مؤرشف)  (الإنجليزية)